# Aphonopelma radinum
Aphonopelma radinum är en spindelart som först beskrevs av Chamberlin och Ivie 1939.  Aphonopelma radinum ingår i släktet Aphonopelma och familjen fågelspindlar. Inga underarter finns listade i Catalogue of Life.